# LATAM Chile
LATAM Chile (SanSE: LAN) — одна из крупнейших авиакомпаний Южной Америки, базирующаяся в Сантьяго, Чили. Во флот авиакомпании, по состоянию на март 2007 года, входят 77 самолётов. До июня 2004 года называлась LAN Chile. До мая 2016 года называлась LAN Airlines. 5 мая 2016 в результате ребрендинга в связи со слиянием с TAM Airlines получила название LATAM Chile. Основана 5 марта 1929 года
в Сантьяго. Обслуживает маршруты внутри страны, в Латинской Америке, а также рейсы в Австралию и Океанию, США и Европу. Единственная авиакомпания, осуществляющая рейсы на остров Пасхи. Авиакомпания входит в альянс Oneworld.

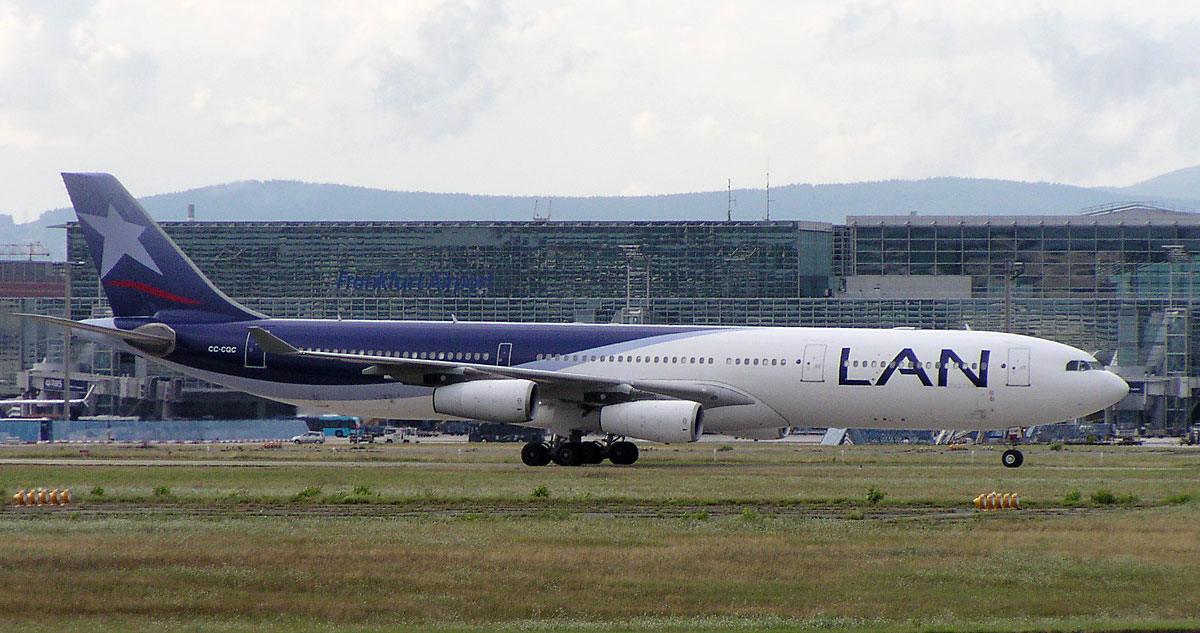
Airbus A340 авиакомпании LAN Airlines

Старый логотип авиакомпании

## История
Авиакомпания была образована командующим чилийскими военно-воздушными силами Артуром Мерино Бенитесом и начала свою операционную деятельность 5 марта 1929 года под названием Línea Aeropostal Santiago-Arica. А в 1932 году название было сменено на Línea Aérea Nacional de Chile (LAN Chile). Долгое время LAN Airlines оставалась государственной компанией, пока в 1989 году правительство Чили не приняло решение о её продаже корпорации Icorosan и Scandinavian Airlines System.
Разрешение антимонопльных органов Чили позволило LAN Chile выкупить 99 % процентов акций второй по размеру чилийской авиакомпании Ladeco. В марте 2004 Lan Chile и его зависимые компании LAN Perú, LAN Ecuador, LAN Dominicana и LANExpress объединились под единым брендом LAN. 17 июня 2004 года LAN Chile сменила своё название на LAN Airlines, что было неотъемлемой частью ребрендинга компании. В середине 2005 LAN открыла дочернюю компанию в Аргентине, которая стала выполнять внутренние и международные рейсы из Буэнос-Айреса. В августе 2006 компания объединила свой первый и бизнес классы, в единый класс — Premium Business. В 2008 году компания заняла третье место среди лучших авиакомпаний мира и первое среди компаний Латинской Америки. В октябре 2010 года было объявлено о покупке компанией LAN Airlines небольшой колумбийской авиакомпании Aires (флот — 23 самолёта) за 32,5 миллиона долларов.

## Авиапарк
В июле 2021 года флот LATAM Airlines Chile состоял из 139 самолетов, средний возраст которых 9,5 лет: